# Susan och Mats Billmark
Ulla Susan Billmark (född 6 juli 1961) och Mats Ove Lindqvist Billmark (född Lindqvist 21 mars 1963) är ett svenskt författarpar, mest kända för boken Lär dig leva.

## Historik
Susan Billmark föddes i Ludvika, där hon också växte upp. Mats Lindqvist föddes i Kalmar. Paret träffades 1995 och har tillsammans en dotter, född 1996. Paret har drivit ett flertal butiker och ett mässföretag, och sålde bland annat godis, te, glass och böcker. Billmark var bland annat dekoratör, medan Lindqvist satt i flera styrelser.
Omkring millennieskiftet blev de båda utbrända, något som bland annat yttrade sig i återkommande ryggskott. De sålde företagen och fick rådet av sina terapeuter att skriva ner sina tankar. Deras vänner fick läsa deras anteckningar och uttryckte att makarna borde göra en bok av det. Resultatet blev självhjälpsboken Lär dig leva som kom ut på eget förlag 2003, och hade en sida på Facebook med flera tusen följare. Boken sålde drygt 7-8000 exemplar. 2014 fick de en stor beställning på boken, som då hade tagit slut på lagret, och bestämde sig för att göra en omarbetad version och aktualisera delar av den. Den nya versionen av Lär dig leva fick stor uppmärksamhet, och blev den bäst säljande boken i Sverige 2015. Sammanlagt har den sålt i över 200 000 exemplar i Sverige. Boken har senare blivit utgiven i 22 länder: England, Tyskland, Norge, Finland, Danmark, Frankrike, Italien, Polen, Estland, Kroatien, Holland, Ungern, Slovakien, Slovenien, Tjeckien, Serbien, Ryssland, Kina, Japan, Taiwan, Sydkorea och Kanada.
2016 skrev de en uppföljare, Dags att må bra, som är en praktisk handbok. De har också skrivit flera böcker i samma stil.